# المر شمفائی
اِلِمِر شُمفائی (مجاری: Elemér Somfay; ۲۸ اوت ۱۸۹۸ – ۱۵ مهٔ ۱۹۷۹) ورزشکار دو و میدانی اهل مجارستان بود که در مسابقات کشوری و بین‌المللی در مجموع برندهٔ ۱ مدال نقره شده‌است.